# Explay
Explay — торговая марка ЗАО «Эксплей», российского OEM-поставщика цифровых устройств. 
Дата основания компании — 2005 год, торговая марка зарегистрирована в 2007 году. 
Основатель и генеральный директор — Эдуард Ващенко. 
Главный офис компании находится в Москве.
Основное направление деятельности — продажа (и гарантийное обслуживание) электронных устройств. 
Под брендом Explay выпускалось несколько категорий электронных устройств, по следующим группам: GPS-навигаторы, MP3-плееры, электронные книги, цифровые фоторамки, видеокамеры, диктофоны, стереонаушники, флеш-накопители, портативные колонки, планшетные компьютеры, мобильные телефоны и другая цифровая техника.
Продукция Explay была представлена во всех федеральных и региональных сетях, а также в цифровых магазинах на всей территории РФ, Украины и Белоруссии. 
ЗАО «Эксплей» имело сеть сервисных центров по всей России, к началу 2014 года их количество составляло 200 пунктов.
Продукция, реализуемая под маркой Explay являлась, так же как и большинства других российских фирм, локализованным для российского рынка ребрендингом продукции разрабатываемой, выпускаемой и реализуемой в Китае и других странах (в частности, китайскими фирмами Shenzhen Reachgood Digital Manufacture Limited и GioNEE, а также французской фирмой Wiko).
В январе 2016 года компания Explay была продана компании Fly, британскому производителю мобильных телефонов.

## История
В 2004 году Эдуард Ващенко возглавил компанию «Пролайф», занимающуюся продажей аксессуаров для сотовых телефонов. В 2005 году принято решение создать собственный бренд портативной электроники. Название бренда Explay, по словам Эдуарда Ващенко, родилось на одном из совещаний

 Ващенко возглавил небольшое производство электронных аксессуаров, выручка которого, по его словам, в первый год работы составляла около $11 млн. А в 2013 г. выручка Explay составила уже $300 млн, в 2014 г. она ожидается на уровне $330 млн— газета "Ведомости"
Бренд Explay был зарегистрирован в 2004 году для развития продаж портативной техники. С момента создания до 2007 года основным направлением являлась оптовая торговля персональной аудиотехникой.
С 2007 года приоритетным направлением стали автомобильные GPS навигаторы, компания за короткий срок стала лидером по продажам устройств GPS навигации..
В дальнейшем ассортимент продаваемой продукции увеличивался, под брендом Explay на рынке портативной техники стали выпускаться: стереонаушники, электронные книги, фоторамки, диктофоны, мобильные телефоны, смартфоны, планшетные компьютеры.
В начале 2011 компания Explay представила новую товарную линейку — планшетные компьютеры. Также в результате оценки перспектив развития рынка сотовых телефонов компания впервые в России вывела многофункциональные телефоны с тремя SIM-картами.
В 2012 г. генеральный директор Explay Эдуард Ващенко решил вплотную заняться смартфонами. Компания Explay привезла из Китая свой первый смартфон Infinity, сильно напоминающий Samsung Galaxy S II (на тот момент стоил более 20 тыс. руб.), и стала продавать его за 9,9 тыс. руб. По итогам года Explay вышла на четвертое место по количеству проданных смартфонов. Выручка компании выросла на 80 %, в 2013 — еще на 40 %.
По итогам 2013 года Explay занял 4-е место по объемам продаж в России, уступив лишь Samsung, Nokia и Fly.
18 марта 2013 года, компания была исключена из ЕГРЮЛ недействующего юридического лица. Фактически завершив свою деятельность и ликвидирована уже тогда, но все равно продолжала работать.
В третьем квартале 2014 года Explay стал третьим по популярности брендом планшетов после Samsung и Apple.
21 декабря 2015 года компании Explay было продано за долю ее акций компании Fly, британскому производителю мобильных телефонов.
В 2016 году компания Explay полностью прекратила существование.

## Деятельность
2009 год
Первое место по продажам GPS навигаторов в России по итогам года.
Четвёртое место по продаже мобильных телефонов в России по итогам года.
2010 год
Компания Explay успешно вывела на российский рынок двухсистемные навигаторы с одновременной поддержкой навигационных систем ГЛОНАСС (Россия) и GPS (США).
В 2010 году Explay занял первое место по объёму продаж на российском рынке автомобильных навигационных систем с долей в 19,2 %, и второе место рынка навигации в целом (доля — 9,17 %), уступив лишь HTC. В 2011 году доля Explay по продажам GPS-навигаторов увеличилась до 21,57 %, но компания заняла лишь второе место по объёму продаж, уступив марке Prestigio (22,82 %) (по другой версии, доли компаний на рынке — это 28,5 % у Prestigio и 24,8 % у Explay).
Первое место по продажам GPS-навигаторов в России по итогам года.
Второе место по продажам стереонаушников в России по итогам года.
2011 год
Компания Explay первая успешно вывела на российский рынок мобильные телефоны с тремя сим-картами, заняв пятое место по продаже мобильных телефонов по итогам года.
По данным СМИ, в 2011 году Explay одним из первых начал реализацию в России автомобильных навигаторов с одновременной поддержкой систем ГЛОНАСС и GPS

Первое место по продажам MP3 плееров в России по итогам года.
Первое место по продажам GPS-навигаторов в России по итогам года.
Второе место по продажам стереонаушников в России по итогам года.
2012 год
По мнению Forbes, Explay признан самым успешным брендом и лидером рынка портативных устройств.
Вышел в продажу смартфон Explay Slim, планшет Explay MID-725 3G.
GPS-навигатор Explay PN-970 получил награду «Продукт Года».
Второе место по продажам MP3 плееров в России по итогам года.
Второе место по продажам стереонаушников в России по итогам года.
Первое место по продажам GPS навигаторов в России по итогам года.
Четвёртое место по продаже мобильных телефонов
2013 год
Explay признан Брендом года, как наиболее успешный проект в области продвижения бренда в категории Высокотехнологичные товары и услуги.
Смартфон Explay Infinity II признан Продуктом года.
Explay — один из лидеров по продаже смартфонов с диагональю свыше 5 дюймов в России.
Планшетофоны Explay заняли третье место по продажам в сети «Связной» по итогам года.
Увеличение продаж смартфонов и мобильных телефонов Explay в 22 раза.
Смартфон и планшет Explay N1 — одни из самых продаваемых моделей 2013 года.
Планшет Explay Surfer 8.31 3G — лучший бюджетный планшет в номинации «Лучший гаджет 2013 года по версии Рунета».
28 марта была исключена из ЕГРЮЛ недействующего юридического лица, фактически завершила свою деятельность, и была ликвидирована в том же году, но продолжала работать до 2015 года.
2014 год
Первый трехсимочный смартфон Explay Atom.
В марте 2014-го Explay одним из первых выпустил смартфон Explay Fresh с набором приложений «Яндекс.Кит» 
В третьем квартале 2014 года Explay стал третьим по популярности брендом планшетов после Samsung и Apple 
2015 год
По сути полностью прекратила свою деятельность, и перестала выпускать что либо, последний смартфон который выпустила Explay, это Explay Onyx, но выпущен был он в 2014.
21 Декабря её вовсе купила британская Fly за долю ее акций у сотового ритейлера Связной. Главный актив, который в результате сделки перешел к Fly, стал собственно бренд Explay. Само ЗАО "Эксплей" Стало закрытым, тогда уже из компании и оффиса была уволена основная часть сотрудников (Хотя бухгалтерия продолжала работать). Оффициально о том, что Explay прекращает свою работу было заявлено лишь в начале 2016 года.

## Партнёры
Партнёрами компании Explay являлись: NNG LLC (навигационная программа iGO), Яндекс (Сервисы, и прошивка Яндекс. Кит), Билайн и другие.

## Израильская компания Explay Ltd
В Израиле в сфере цифровой электроники также действует компания под названием Explay (иногда пишется как ExPlay). В частности, в 2007 году израильская Explay анонсировала создание миниатюрного проектора OiO, предназначенного для использования с сотовыми телефонами, коммуникаторами и прочей портативной техникой.
В некоторых СМИ российская и израильская марки ошибочно объединялись. В официальном блоге Explay факт какой-либо связи между компаниями опровергался.